# Калеєво
Кале́єво (рос. Калеево, марій. Калий) — присілок у складі Сернурського району Марій Ел, Росія. Входить до складу Зашижемського сільського поселення.

## Населення
Населення — 588 осіб (2010; 593 у 2002).
Національний склад (станом на 2002 рік):
- марі — 52 %
- росіяни — 48 %